# Tim Georgi
Tim Georgi (* 16. Mai 2000 in Berlin) ist ein deutscher Motorradrennfahrer.

## Karriere
Georgi ist Teilnehmer an der FIM CEV Moto3 Junior World Championship auf einer KTM RC250GP. Er gewann den ADAC KTM Junior Cup 2014 und den IDM Moto3-Standard-Titel 2015. Sein erstes Rennen in der Moto3-Klasse der Motorrad-Weltmeisterschaft bestritt Tim Georgi als Wildcard-Fahrer beim Großen Preis von Deutschland auf dem Sachsenring in der Saison 2016.
2017 startete Georgi bei zwei Rennen mit einer Wildcard in der Moto3-Kategorie. Erneut auf dem Sachsenring und anschließend auf dem tschechischen Automotodrom Brno. Mit dem Freudenberg Racing-Team wird Tim Georgi auch an der 2017er-Saison der Supersport-300-Weltmeisterschaft mit einer Wildcard teilnehmen. Auf dem Lausitzring wird er eine Yamaha YZF-R3 fahren.

## Statistik

### Erfolge
- 2014 – Sieger im ADAC Junior Cup
- 2015 – Deutscher Moto3 Standard-Meister
- 2017 – Sieger im ADAC Northern Europe Cup

### In der Motorrad-Weltmeisterschaft
| Saison | Klasse | Team                    | Motorrad | Rennen | Siege | Zweiter | Dritter | Poles | Schn. Runden | Punkte | Ergebnis |
| ------ | ------ | ----------------------- | -------- | ------ | ----- | ------- | ------- | ----- | ------------ | ------ | -------- |
| 2016   | Moto3  | Freudenberg Racing Team | KTM      | 1      | –     | –       | –       | –     | –            | –      | –        |
| 2017   | Moto3  | Freudenberg Racing Team | KTM      | 2      | –     | –       | –       | –     | –            | –      | 36.      |
| Gesamt | Gesamt | Gesamt                  | Gesamt   | 3      | 0     | 0       | 0       | 0     | 0            | 0      |          |